# Intertrigen
L'intertrigen és una dermatosi o malaltia de la pell que afecta particularment a les zones del cos on hi ha plecs cutanis (engonals, aixelles, anus, etc.). L'origen de la dermatosi és un fregament de la pell que, sumada a una elevada humitat local, dona lloc a una sobreinfecció micòtica o bacteriana.

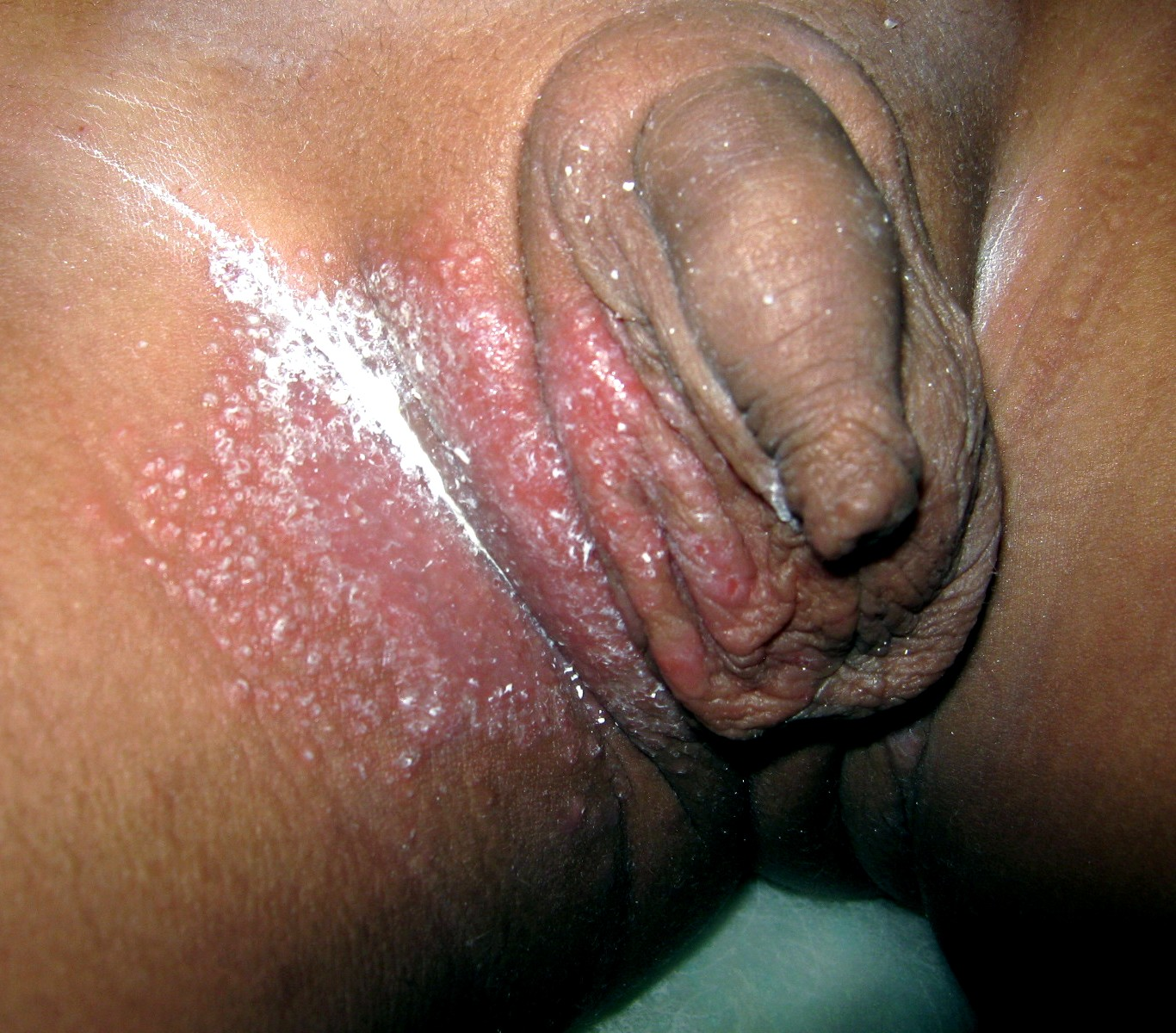
Intertigen inguinal d'etiologia micòtica en un nadó

Es manifesta per un envermelliment de la pell en forma de placa eritematosa humida i brillant, amb vores ben delimitats i descamatius. Al fons dels plecs és habitual trobar-hi estries.
El tractament consisteix a pal·liar els efectes del fregament i l'excés d'humitat i tractar la sobreinfecció amb un medicament d'acció antibacteriana o antimicòtica, depenent de l'etiologia d'aquesta.
L'intertrigen es produeix més sovint en condicions càlides i humides. En general, és més comú en persones amb un sistema immunitari debilitat, inclosos els nens, la gent gran i les persones immunodeprimides. La malaltia també és més freqüent en persones que pateixen incontinència urinària i disminució de la capacitat de moure's.

## Diagnòstic
L'intertrigen pot ser diagnosticat clínicament per un professional mèdic després de fer una història completa i realitzar un examen físic detallat. Moltes altres afeccions de la pell poden imitar l'aspecte de l'intertrigen, com ara eritrasma, psoriasi invertida, sarna, pioderma, dermatitis atòpica, candidiasi, dermatitis seborreica i infeccions per fongs de la pell superficial causades per Tinea versicolor o Tinea corporis.